# Batalla de Knocknanuss
La batalla de Knocknanauss tuvo lugar en el condado de Cork, en Knocknanuss, Irlanda, en noviembre de 1647. Se libró durante las Guerras confederadas, parte de las guerras de los Tres Reinos, entre el ejército confederado irlandés de Munster y el ejército parlamentario inglés bajo el mando del conde de Inchiquin, Murrough O'Brien. Resultó en una aplastante derrota para los confederados irlandeses.

## Contexto
En el verano de 1647, Murrough O'Brien (posteriormente nombrado conde de Inchiquin), comandante de las fuerzas Parlamentarias de Cork, arrasó e incendió el territorio confederado en Munster, hecho que dejó sin alimentos a los insurgentes y concedió a O'Brien el mote irlandés de Murchadh na dóiteáin (Murrough el incendiario). Además, Inchiquin capturó Rock of Cashel, donde se encontraban acuarteladas las tropas confederadas, pero que también poseía un emotivo simbolismo religioso. Durante el saqueo del castillo, las tropas de O'Brien masacraron a la guarnición y a todo el clero católico que encontraron a su paso. 
El ejército confederado de Munster era incapaz de detener a O'Brien debido a las disputas políticas de los oficiales que apoyaban el trato con los Realistas y los que lo rechazaban. Finalmente, en reacción al saqueo de Cashel y acercándose a condiciones de hambruna provocadas por el pillaje de O'Brien, el Consejo Supremo de la confederación reemplazó a Donagh MacCarthy, vizconde de Muskerry como comandante del ejército de Munster por el Vizconde de Taafe y le ordenó entablar combate con O'Brien.
Taafe era un católico inglés sin experiencia militar y aunque tenía un excelente contingente formado por tropas veteranas bajo Alasdair MacColla, la mayoría de sus hombres eran igual de inexpertos. Además, las tropas irlandesas se encontraban desmoralizadas por el faccionalismo interno de sus jefes y la mayoría de ellos tenían poca o ninguna lealtad a Taafe. Por otro lado, O'Brien, había estado al mando de sus fuerzas desde 1642 y era bien ducho en el campo de batalla. Sus tropas eran una mezcla de soldados Parlamentarios bien entrenados que habían sido embarcados desde Inglaterra y de colonizadores británicos que habían sido desposeídos de sus hogares en la rebelión de 1641. Ambos ejércitos se encontraron en Knocknanuss, cerca de Mallow, en el condado de Cork en noviembre de 1647.

## La batalla
La batalla siguiente fue esencialmente una apabullante descoordinación de las fuerzas irlandesas. Taafe colocó a sus hombres en cada lado de una colina, de modo que no podían verse entre ellos, lo cual resultó en que un ala del ejército Confederado no tenía ni idea de lo que la otra estaba haciendo. Los hombres de MacColla cargaron contra los hombres que tenían delante haciendo que se espantaran y llegando a matar a muchos de ellos, pero creyendo que la batalla había finalizado, comenzaron a saquearlos.
Sin embargo, en la otra ala, la caballería de O'Brien había cargado contra los inexpertos jinetes irlandeses, consiguiendo que huyesen. A pesar del desesperado intento de Taafe para reunirlos, la infantería irlandesa siguió el mismo ejemplo, siendo muchos de ellos divididos por los Parlamentarios que los seguían. La persecución continuó durante millas y no sólo resultó en fuertes bajas entre los irlandeses, sino también en la pérdida de la mayoría de su equipamiento y suministros. MacColla y sus hombres se rindieron cuando se dieron cuenta de lo que había pasado, pero finalmente fueron asesinados por sus captores. Alrededor de 3.000 Confederados murieron en Knocknanauss, y hasta 1.000 Parlamentarios ingleses. La carnicería no terminó al finalizar la batalla: al día siguiente encontraron a un par de cientos de soldados irlandeses refugiados en un bosque de las cercanías que rápidamente fueron pasados por las armas.

## Resultados
Combinada con la batalla de la Colina de Dungan en el condado de Meath, la derrota condujo al colapso de la Confederación católica y la forzó a llegar a un acuerdo con los Realistas ingleses.